# Hany Abu-Assad
Hany Abu-Assad (Nazaré, Israel, 11 de outubro de 1961) é um cineasta palestino. Como reconhecimento, foi nomeado ao Oscar 2014 na categoria de Melhor Filme Estrangeiro por Omar.